# Gerarus
Genre
Gerarus est un genre éteint d'insectes archéorthoptères et l'un des genres les plus abondants d'insectes carbonifères. Ils avaient une envergure allant jusqu'à dix centimètres et un thorax gonflé armé d'épines acérées atteignant un millimètre de long.

## Liste d'espèces
Selon BioLib (1 février 2022) :
- † Gerarus collaris Handlirsch, 1911
- † Gerarus constrictus (Scudder, 1885)
- † Gerarus danae (Scudder, 1868)
- † Gerarus fischeri (Brongniart, 1885)
- † Gerarus mazonus Scudder, 1885
- † Gerarus symmetricus Bolton, 1934
- † Gerarus teutonicus Brauckmann & Herd, 2005
- † Gerarus vetus Scudder, 1885